# 前上町
前上町（まえかみちょう）は、埼玉県川口市の町名。現行行政地名は前上町のみ。丁番を持たない単独町名である。住居表示実施地区。郵便番号は333-0843。

## 地理
川口市の西部に位置する。京浜東北線蕨駅が最寄り駅となっている。主に住宅地となっている。地名は前川の「前」と上青木町の「上」一字ずつ取ったもの。

## 歴史

### 沿革
- 1977年（昭和52年）9月1日 - 住居表示の実施により、前川町二丁目、上青木町五丁目（現在の前川2丁目、上青木5丁目とは範囲が異なる）の各一部から前上町が成立[4][5]。

## 世帯数と人口
2018年（平成30年）3月1日現在の世帯数と人口は以下の通りである。
| 町丁   | 世帯数  | 人口    |
| ------ | ------- | ------- |
| 前上町 | 912世帯 | 2,081人 |

## 小・中学校の学区
市立小・中学校に通う場合、学区（校区）は以下の通りとなる。
| 番地                               | 小学校               | 中学校               |
| ---------------------------------- | -------------------- | -------------------- |
| 3番1号〜14番99号 22番1号〜29番99号 | 川口市立前川東小学校 | 川口市立岸川中学校   |
| その他                             | 川口市立前川東小学校 | 川口市立上青木中学校 |

## 交通

### 道路
- 埼玉県道111号蕨桜町線

## 施設
- 川口市立前川東小学校
- 前川第7公園
- 大信寺
  - 大信寺墓苑